# Aplysina aerophoba
Aplysina aerophoba là một loài bọt biển trong họ Aplysinidae. Chúng là loài bọt biển màu vàng, hình ống hoặc đóng kín và có nguồn gốc từ phía đông Đại Tây Dương và Địa Trung Hải; có một loài địa phương phân bố ở Biển Adriatic.

## Mô tả
Aplysina aerophoba tập trung thành mảng đến 1 m (3 ft) với các hình dạng không đều, màu vàng, hình ống. Ống riêng lẻ lên đến 4 cm (1,6 in) dài và 2,5 cm (1,0 in) rộng, với cấu trúc bài tiết (osculum) nhỏ hoặc lỗ hút nước ở trung tâm của đáy phẳng của nó. Bề mặt của cả khối và ống cơ bản đều có các hình trụ nhỏ, có chiều dài thay đổi. Bề mặt trơn khi chạm vào, kết cấu chắc chắn và đàn hồi. Khi ra khỏi nước, loài bọt biển này chuyển sang màu xanh đậm, cho nên mới có tên gọi là "aerophoba" (tiếng Hy Lạp: "sợ không khí").
Aplysina aerophoba có thể bị nhầm lẫn với một loài bọt biển màu vàng khác, Aplysina cavernicola, nhưng cả hai có cấu trúc cơ thể, hình thái và sắc tố khác nhau, và phân bố ở các môi trường sống khác nhau, A. aerophoba được tìm thấy ở các địa điểm có ánh nắng và A. cavernicola trong các hang động dưới biển. Một loài bọt biển vàng lùn khác, không giống loài tương tự, đã được tìm thấy ở Địa Trung Hải vào đầu thế kỷ 21; phân tích di truyền đã xác nhận rằng nó là một dạng thu nhỏ của A. aerophoba.
Dạng bọt biển lùn có màu vàng lưu huỳnh sáng, chúng tạo thành các mảng nhỏ hình thùy trên bề mặt đá. Những thứ này thường không chạm vào nhau, nhưng có thể có một số phần liên kết giữa chúng. Mỗi thùy có đường kính khoảng từ 2 và 15 mm (0,1 và 0,6 in) và thường có các hình chiếu hình trụ nhỏ, mảnh, dài vài mm. Bề mặt bị rỗ với các vết thủng nhỏ tương ứng với các lỗ chân lông. Chúng có các cấu trúc bài tiết rất nhỏ, thường có đường kính dưới 1 mm.

## Phân bố và sinh cảnh
Aplysina aerophoba chủ yếu là một loài Địa Trung Hải, nhưng cũng được tìm thấy ở các vùng lân cận của Đại Tây Dương ở Bồ Đào Nha và tây bắc Tây Ban Nha. Chúng là loài phổ biến ở quần đảo Canaria. Phạm vi độ sâu của chúng từ vùng triều thấp hơn đến khoảng 20 m (70 ft), thường được tìm thấy ở những nơi có ánh nắng mặt trời. Dạng lùn được biết đến từ một số địa điểm ở biển Địa Trung Hải bao gồm tại Liguria, Provence và Corse thì sống trong các hang động và dưới những mỏm nhô ở vùng nước rất nông.

## Sinh thái học
Loài bọt biển này ăn bằng cách hút nước qua các lỗ nhỏ được gọi là ostia ở đáy của chúng và đẩy nước ra khỏi lỗ thông, lọc bỏ các phần tử hữu cơ như vi khuẩn, tảo đơn bào và các hạt vụn nhỏ. Nó là một loài lưỡng tính; giao tử được thả ra biển để thụ tinh, ấu trùng là sinh vật phù du sớm định cư ở một vị trí thích hợp và trải qua quá trình biến thái thành bọt biển non. Trong những điều kiện nhất định, bọt biển có thể tạo ra các chồi tách ra khỏi cây mẹ và hình thành thuộc địa sinh học mới.